# Максимов, Тимофей Максимович
Тимофей Максимович Максимов (1917—1973) — подполковник Советской Армии, участник Великой Отечественной войны, Герой Советского Союза (1945).

## Биография
Тимофей Максимов родился 9 июня 1917 года в деревне Зелёный Луг (ныне — Велижский район Смоленской области). После окончания семилетней школы и педагогического училища работал завучем, директором неполной средней школы. В 1938 году Максимов был призван на службу в Рабоче-крестьянскую Красную Армию. С октября 1941 года — на фронтах Великой Отечественной войны. В боях три раза был ранен. К январю 1945 года гвардии лейтенант Тимофей Максимов был парторгом мотострелкового батальона 17-й гвардейской механизированной бригады 6-го гвардейского механизированного корпуса 4-й танковой армии 1-го Украинского фронта. Отличился во время форсирования Одера.
14 января 1945 года Максимов с небольшой группой бойцов батальона отразил немецкую контратаку в районе населённого пункта Лабендзюв к югу от Кельце, а затем поднял батальон в атаку. В том бою он лично уничтожил вражеский пулемётный расчёт, сам был ранен, но продолжал сражаться. В ночь с 24 на 25 января 1945 года Максимов с группой бойцов одним из первых переправился через Одер к северу от Штейнау и принял активное участие в боях за захват и удержание плацдарма на его западном берегу, лично уничтожив 1 дзот, 8 солдат и 1 офицера противника. В том бою он вновь был ранен, но продолжал сражаться, пока не получил очередное, тяжёлое ранение.

Памятник на могиле Тимофея Максимова на Новозападном кладбище г. Пензы.

Указом Президиума Верховного Совета СССР от 15 января 1945 года за «образцовое выполнение заданий командования и проявленные мужество и героизм в боях с немецкими захватчиками» гвардии лейтенант Тимофей Максимов был удостоен высокого звания Героя Советского Союза с вручением ордена Ленина и медали «Золотая Звезда» за номером 4796.
После окончания войны Максимов продолжил службу в Советской Армии. Окончил Военно-политическую академию имени Ленина. В 1960 году в звании подполковника Максимов был уволен в запас. Проживал в Пензе, работал на заводе. Умер 18 марта 1973 года.
Похоронен на Новозападном кладбище г. Пензы.
Был также награждён орденами Красного Знамени и Отечественной войны 1-й степени, двумя орденами Красной Звезды, рядом медалей.